# Hartmut Biewald
Hartmut Biewald (* 5. Juni 1943 in Hochkirch/Schlesien, heute Wysoki Kościół, Landgemeinde Wisznia Mała bei Trzebnica (Trebnitz)/Polen) ist ein deutscher Schriftsteller, der in der DDR überwiegend Kinderbücher verfasst hat und im wiedervereinigten Deutschland Heimatkundliches zu Thüringen und Gotha.

## Leben
Hartmut Biewald wurde 1943 in Hochkirch/Schlesien (heute Wysoki Kosiol bei Trzebnica/Polen) geboren. Nach der Vertreibung seiner Familie 1945 verbrachte er die Kindheit bis 1955 auf einem Neubauernhof in Schönstedt im Kreis Langensalza. Er liebte die Felder und Hügellandschaft und erklärte rückblickend: „Meine Kindheit wurde mir das Wertvollste.“ Von 1949 bis 1957 besuchte er die Grundschule, anschließend absolvierte er bis 1960 eine Lehre zum Spitzendreher in Ruhla.
Hatte er sich als Kind aus Mangel an eigenen Erfahrungen noch Indianergeschichten ausgedacht, so versuchte sich der Dreherlehrling mit wenig Erfolg an der Lyrik und auch die folgende Liebesgeschichte blieb ein Versuch.
Biewald arbeitete in seinem Beruf als Dreher und holte in der Abendschule seinen Abschluss der 10. Klasse nach. Dann absolvierte er von 1961 bis 1964 ein Ingenieurstudium für Betriebs-, Mess-, Steuer- und Regeltechnik (BMSR) in Jena und Leipzig.
1964 lebte er in Weimar und nahm seine schriftstellerischen Bestrebungen wieder auf.
Berufliche Tätigkeiten im Bereich der Absatzwirtschaft veranlassten ihn, von 1966 bis 1968 ein Zusatzstudium an der Fachschule für Außenhandel in Leipzig abzuleisten. 1968 zog er nach Gotha um und arbeitete als Programmierer in einer EDV-Station.
Im selben Jahr schloss er sich dem Zirkel Schreibender Arbeiter an. Dessen Leiter, der Schriftsteller Hanns Cibulka, wurde sein Mentor. Außerdem hatte er in seiner späteren Ehefrau, einer Deutschlehrerin, die er auf einer Wolga-Reise kennengelernt hatte, eine weitere Leitfigur. Er schrieb Neubauerngeschichten aus dem eigenen Erleben, von denen eine 1971 im Wettbewerb des Staatlichen Komitees für Rundfunk und des Deutschen Schriftstellerverbandes einen Anerkennungspreis erhielt. Seine Erzählung Frühlingsanfang wurde in eine Anthologie des Mitteldeutschen Verlages aufgenommen.
1974 gab er seine Arbeit als Programmierer auf und belegte einen Sonderlehrgang am Institut für Literatur „Johannes R. Becher“ in Leipzig. Ebenfalls 1974 erschien sein erstes eigenes Buch, das Kinderbuch Tonca. Zum Lehrgangsende Mitte 1975 machte sich Biewald als freischaffender Schriftsteller in Gotha selbstständig. In den Schriftstellerverband der DDR wurde er 1979 aufgenommen.
1989 verband er die Kinderliteratur, sein hauptsächliches Arbeitsfeld, mit einem neuen Arbeitsfeld, nämlich der Heimatkunde, indem er ein Lesebuch über Thüringen publizierte. In der Folge gab es zwei weitere heimatbezogene Veröffentlichungen von dem inzwischen als pädagogischer Mitarbeiter im Museum für Regionalgeschichte Gotha Angestellten: einen Bildband und ein Schulbuch.

## Stil
Biewald versuchte mittels der Kinderbücher die Kinder in seinem Staat auf das Leben im Sozialismus vorzubereiten, dessen Werte und Moral frühzeitig im Kind zu verwurzeln.
Das Handbuch zur Kinder- und Jugendliteratur bemerkt zu Barfuß über die Felder (1982), das rund um einen „Neubauernhof in einer unwirtlichen Einöde“ spielt: „Die starke, auf Kontraste ausgelegte Reizempfindlichkeit in der Erzählfigur, die Biewald als Erzählideal setzt, lässt eine akustische und visuell dichte Repräsentation des Lebens eines Kindes auf dem Lande erstehen.“
In Bau mir einen Drachen, Vater! (ebenfalls 1982) geht es um einen Grenzsoldaten, der sein Versprechen, mit dem Sohn einen Drachen steigen zu lassen, aus dienstlicher Notwendigkeit nicht halten kann. Das Buch soll dem Kind vermitteln, dass der Staatsschutz – nach sozialistischer Auffassung gleichbedeutend mit „Friedenssicherung“ – das Allerwichtigste sei. Hannes Bosse lobte in der Erfurter Zeitung Das Volk: „Biewald ist es hervorragend gelungen, […] einen großen Gegenstand ‚dem kindlichen Verständnis dargelegt‘ zu haben.“ Demgegenüber bemängelte Annegret Hofmann im Neuen Deutschland, Biewald habe „seinen Helden mit zu vielen Problemen“ konfrontiert und dabei den kindlichen Leser überfordert.
Beim Erwachsenen-Erzählband Lichtpunkte (1977) fielen dem Rezensenten des Neuen Deutschland, Klaus-Dieter Schönewerk, die „poetische[n] Beobachtungen, fast aphoristische[n] Sentenzen“ auf, jedoch auch manche nicht ausgegorene und deshalb unglaubwürdige Figur.

## Werke

### Kinderbücher
- Tonca (= Buchfink-Bücher). Illustrationen von Rolf F. Müller. Der Kinderbuchverlag, Berlin 1974.
- Der froschgrüne Roller (= Die kleinen Trompeterbücher; Band 117). Illustrationen von Michael Emig. Einband von Wolfgang Freitag. Der Kinderbuchverlag, Berlin 1976.
- Schwalben über dem Schilf. Illustrationen von Rolf F. Müller. Der Kinderbuchverlag, Berlin 1980.
- Barfuß über die Felder. Illustrationen von Rolf F. Müller. Der Kinderbuchverlag, Berlin 1982.
- Bau mir einen Drachen, Vater! (= Die kleinen Trompeterbücher; Band 163). Illustrationen von Elke Bullert-Spuler. Der Kinderbuchverlag, Berlin 1982.

### Anthologie-Beiträge
- Der Flamingo und das Azorentief. In: Maxel, die Schnee-Eule und andere Geschichten (= Buchfink-Bücher). Zusammengestellt von Inge Baumert. Der Kinderbuchverlag, Berlin 1975, S. 29–39.
- Neue Ufer. In: Wo ich Freunde hab. Eine Anthologie zum 60. Jahrestag der Großen Sozialistischen Oktoberrevolution. Mit russischen und sowjetischen Grafiken. Der Kinderbuchverlag, Berlin 1977, S. 5–16.
- Wackelziffern. In: Der blaue Schmetterling und andere Gute-Nacht-Geschichten. Herausgegeben von Erika Schröder. Mit Bildern von 34 Illustratoren. Der Kinderbuchverlag, Berlin 1979, S. 31–33.
- Eine ganz „besondere“ Tat. In: Mit Kirschen nach Afrika. Pioniergeschichten. Illustrationen von Manfred Bofinger. Zusammengestellt von Inge Baumert. Der Kinderbuchverlag, Berlin 1982, S. 22–27.

### Erzählungen
- Frühlingsanfang. Erzählung, in: Gerd Noglik (Hrsg.), Voranmeldung, Mitteldeutscher Verlag, Halle (Saale), 1973, S. 168–172.
- Lichtpunkte. Erzählung. Mitteldeutscher Verlag, Halle (Saale) 1977.

### Heimatkundliches
- Der Wind bläst in das Hirtenhorn. Ein Lesebuch über Thüringen. Illustrationen von Thomas Müller. Der Kinderbuchverlag, Berlin 1989, ISBN 3-358-00489-9.
- Alt-Gotha. Wartberg-Verlag, Gudensberg-Gleichen 1991, ISBN 3-925277-66-8. (Bildband)
- Mit Irka Biewald: Das grüne Herz Deutschlands. Geschichtliches aus Thüringen. Arbeitsmaterial für die Unterstufe. Volk und Wissen, Berlin 1993, ISBN 3-06-100452-1.

## Auszeichnungen
- 1984: Verdienstmedaille der DDR